# Тома (филм)
Тома српски је биографско драмски филм из 2021. године у режији Драгана Бјелогрлића и Зорана Лисинцa, темељен на идеји Бјелогрлића, Жељка Јоксимовића и Банета Обрадовића. Сценарио потписују Лисинац, Никола Пејаковић, Бјелогрлић и Маја Тодоровић, док су продуценти филма Наташа Вишић, Горан и Драган Бјелогрлић, Јоксимовић и Лисинац. Филмску музику је компоновао Жељко Јоксимовић.
Снимања су почела током лета 2020. и трајала с прекидима до априла 2021. године на локацијама у Ваљеву, Београду, Авали, Перлезу, Тари, Баранди, Панчеву, Прибоју, Пријепољу, Црној Гори, Долову, Зрењанину и Чикагу. 
Главну улогу игра Милан Марић као Тома Здравковић, док споредне улоге играју Тамара Драгичевић, Петар Бенчина и Андрија Кузмановић. Премијера филма  била је 20. августа 2021. у завршници 27. Сарајевског филмског фестивала, а затим и 21. августа 2021. године на Фестивалу глумачких остварења Филмски сусрети. Филм је објављен 16. септембра 2021. године у биоскопима у Србији, дистрибутера Art Vista-е.

## Радња
Овај филм је један импресионистички портрет Томе Здравковића (Милан Марић) који приказује саме његове почетке, баш као и врхунац славе, његове љубави које су га инспирисале приликом компоновања неких од највећих хитова, баш као и однос са великим бројем пријатеља које је имао у уметничком миљеу Југославије. Поред Томе, кроз филм пратимо животе познатих уметника тог времена — Зорана Радмиловића (Радомир Николић), Мике Антића (Марко Јанкетић), Тозовца (Иван Зекић) итд. Томин лекар пред смрт, кроз филм приказан као Алекса Хаџипоповић у тумачењу Петра Бенчине, у стварности је био проф. др Душан Манојловић.
Ово је биографска прича о Томи Здравковићу, човеку кога не памте само по његовим песмама, већ као и једног великог боема — по понашању и у души.
Филм прати две линије радње — 1991. прати однос Томе и доктора који започиње лечење Томе и како се то познанство претвара у пријатељство.
Друга линија прати Томин живот — од детињства у Печењевцу, преко познанства са Силваном Арменулић (Тамара Драгичевић) које ће пресудно утицати на његову каријеру и приватни живот, достизања неслућене висине популарности али и дна живота. Ово је прича о души.
За потребе филма наменски је написана и компонована песма Поноћ. Александар Гајовић тврди да су делови његове књиге „За друштво у ћошку” коришћени за сценарио филма.

## Улоге
| Глумац                                   | Улога                            |
| ---------------------------------------- | -------------------------------- |
| Милан Марић                              | Тома Здравковић                  |
| Тамара Драгичевић                        | Силвана Арменулић                |
| Петар Бенчина                            | др Алекса Хаџипоповић            |
| Андрија Кузмановић                       | Драган Даковић Дрда - менаџер    |
| Мирјана Карановић                        | Косара Здравковић (Томина мајка) |
| Слободан Нинковић                        | Душан Здравковић (Томин отац)    |
| Марко Јанкетић                           | Мика Антић                       |
| Иван Зекић                               | Предраг Живковић Тозовац         |
| Небојша Илић                             | Предраг Гојковић Цуне            |
| Срђан Тодоровић                          | Бора Тодоровић                   |
| Оливера Бацић                            | Лепа Лукић                       |
| Саша Јоксимовић                          | Сава Виденовић                   |
| Денис Мурић                              | Рама                             |
| Миљан Давидовић                          | Исмет Алајбеговић Шербо          |
| Радомир Николић                          | Зоран Радмиловић                 |
| Ненад Хераковић                          | директор хотела Војводина        |
| Александар Стојковић                     | Спахо                            |
| Стојша Ољачић                            | Зоран Калезић                    |
| Марко Тодоровић                          | Слободан Домаћиновић             |
| Вукота Брајовић                          | Радмило Арменулић                |
| Лазар Сакан                              | Мића Орловић                     |
| Војин Ћетковић                           | Драган Николић                   |
| Милан Колак                              | Новица Здравковић (Томин брат)   |
| Ђорђе Стојковић                          | Кемал Монтено                    |
| Ива Илинчић                              | Славица                          |
| Тамара Шустић                            | Олгица                           |
| Милена Радуловић                         | Нада                             |
| Сања Марковић                            | Гордана                          |
| Филип Хајдуковић                         | Даворин Поповић                  |
| Паулина Манов                            | Љиљана                           |
| Марко Павловић                           | Драгослав Шекуларац              |
| Ваја Дујовић                             | Данка Нововић                    |
| Марко Живић                              | Јусуф Булић , газда казина       |
| Емил Фетаховић                           | Здравко Чолић                    |
| Лора Орловић                             | Сузи                             |
| Милица Томашевић                         |                                  |
| Белма Салкунић                           | водитељка Илиџе                  |
| Тони Михајловски                         | /                                |
| Саша Бјелић                              | управник КПД                     |
| Срђан Милетић                            | Горан, уредник позоришта         |
| Срна Ђенадић                             | медицинска сестра Тамара         |
| Тамара Мионе (глас у песми "Јаг": Зејна) | Рушка                            |
| Тања Пјевац                              | медицинска сестра                |
| Миливоје Станимировић                    | конобар                          |
| Саша Вучковић                            | Обрад Јововић                    |
| Вукашин Ђорђевић                         | мали Тома                        |
| Вељко Стевановић                         | кувар Данило                     |
| Владимир Лисинац                         | др Џорџ Кларк                    |

### Вокалне улоге
| Певач             | Отпевао/ла       |
| ----------------- | ---------------- |
| Тома Здравковић   | Ацо Пејовић      |
| Силвана Арменулић | Сузана Бранковић |

## Награде
- Награда Цар Константин (најбоља мушка улога): Милан Марић
- Награда Царица Теодора (најбоља женска улога): Тамара Драгичевић
- Награда за најбољу епизодну мушку улогу: Андрија Кузмановић
- Награда за најбољу епизодну женску улогу: Сања Марковић